# Viggo Jørgensen
Alfred Viggo Jørgensen (Copenaghen, 8 agosto 1899 – Copenaghen, 21 maggio 1986) è stato un calciatore danese, di ruolo attaccante.

## Carriera

### Nazionale
Prese parte alle Olimpiadi del 1920 con la nazionale danese.

## Palmarès

### Club

#### Competizioni nazionali
- Campionato danese: 3

B 1903: 1919-1920, 1923-1924, 1925-1926